# NGC 3215
NGC 3215 је спирална галаксија у сазвежђу Змај која се налази на NGC листи објеката дубоког неба.
Деклинација објекта је + 79° 48' 45" а ректасцензија 10h 28m 40,8s. Привидна величина (магнитуда) објекта NGC 3215 износи 13,2 а фотографска магнитуда 14,0. NGC 3215 је још познат и под ознакама UGC 5659, MCG 13-8-22, CGCG 351-24, ARP 181, VV 319, KCPG 237B, CGCG 350-55, PGC 30840.